# 1916–1917-es svájci labdarúgó-bajnokság (első osztály)
Az 1916–1917-es Swiss Serie A volt a 20. alkalommal megrendezett, legmagasabb szintű labdarúgó-bajnokság Svájcban.
A címvédő a Cantonal Neuchâtel volt. A szezont a Winterthur csapata nyerte, a bajnokság történetében harmadjára.

## Keleti csoport
| Hely. | Csapat               | M  | Gy | D | V  | G+ | G– | Gk  | P  | Továbbjutás vagy kiesés |
| ----- | -------------------- | -- | -- | - | -- | -- | -- | --- | -- | ----------------------- |
| 1.    | Winterthur           | 14 | 12 | 1 | 1  | 57 | 22 | +35 | 25 | Továbbjutó              |
| 2.    | Blue Stars Zürich    | 14 | 9  | 1 | 4  | 38 | 23 | +15 | 19 |                         |
| 3.    | St. Gallen           | 14 | 9  | 1 | 4  | 49 | 32 | +17 | 19 |                         |
| 4.    | Zürich               | 14 | 7  | 2 | 5  | 40 | 31 | +9  | 16 |                         |
| 5.    | Brühl                | 14 | 7  | 1 | 6  | 24 | 30 | −6  | 15 |                         |
| 6.    | Young Fellows Zürich | 14 | 4  | 2 | 8  | 27 | 31 | −4  | 10 |                         |
| 7.    | Baden                | 14 | 2  | 1 | 11 | 18 | 47 | −29 | 5  |                         |
| 8.    | Grasshoppers         | 14 | 1  | 1 | 12 | 16 | 53 | −37 | 3  |                         |

## Központi csoport
| Hely. | Csapat          | M  | Gy | D | V | G+ | G– | Gk  | P  | Továbbjutás vagy kiesés |
| ----- | --------------- | -- | -- | - | - | -- | -- | --- | -- | ----------------------- |
| 1.    | Young Boys      | 12 | 8  | 2 | 2 | 31 | 15 | +16 | 18 | Továbbjutó              |
| 2.    | Basel           | 12 | 5  | 5 | 2 | 31 | 20 | +11 | 15 |                         |
| 3.    | Aarau           | 12 | 5  | 3 | 4 | 23 | 21 | +2  | 13 |                         |
| 4.    | Biel            | 12 | 6  | 0 | 6 | 37 | 45 | −8  | 12 |                         |
| 5.    | Old Boys        | 12 | 5  | 1 | 6 | 19 | 20 | −1  | 11 |                         |
| 6.    | Bern            | 12 | 3  | 4 | 5 | 23 | 27 | −4  | 10 |                         |
| 7.    | Nordstern Basel | 12 | 2  | 1 | 9 | 22 | 38 | −16 | 5  |                         |

## Nyugati csoport
| Hely. | Csapat                   | M  | Gy | D | V  | G+ | G– | Gk  | P  | Továbbjutás vagy kiesés |
| ----- | ------------------------ | -- | -- | - | -- | -- | -- | --- | -- | ----------------------- |
| 1.    | La Chaux-de-Fonds        | 14 | 12 | 1 | 1  | 43 | 24 | +19 | 25 | Továbbjutó              |
| 2.    | Lausanne Sports          | 14 | 11 | 1 | 2  | 49 | 22 | +27 | 23 |                         |
| 3.    | Servette                 | 14 | 6  | 5 | 3  | 40 | 23 | +17 | 17 |                         |
| 4.    | Etoile La Chaux-de-Fonds | 14 | 5  | 1 | 8  | 39 | 37 | +2  | 11 |                         |
| 5.    | Cantonal Neuchâtel       | 14 | 4  | 3 | 7  | 42 | 44 | −2  | 11 |                         |
| 6.    | Genf                     | 14 | 3  | 4 | 7  | 23 | 38 | −15 | 10 |                         |
| 7.    | Stella Fribourg          | 14 | 3  | 3 | 8  | 26 | 47 | −21 | 9  |                         |
| 8.    | Montreux Narcisse        | 14 | 2  | 2 | 10 | 28 | 55 | −27 | 6  |                         |

## Döntő
| Hely. | Csapat            | M | Gy | D | V | G+ | G– | Gk | P | Továbbjutás vagy kiesés |
| ----- | ----------------- | - | -- | - | - | -- | -- | -- | - | ----------------------- |
| 1.    | Winterthur        | 2 | 2  | 0 | 0 | 5  | 2  | +3 | 4 | Bajnok                  |
| 2.    | La Chaux-de-Fonds | 2 | 0  | 1 | 1 | 3  | 4  | −1 | 1 |                         |
| 3.    | Young Boys        | 2 | 0  | 1 | 1 | 1  | 3  | −2 | 1 |                         |